# Umyvadlo

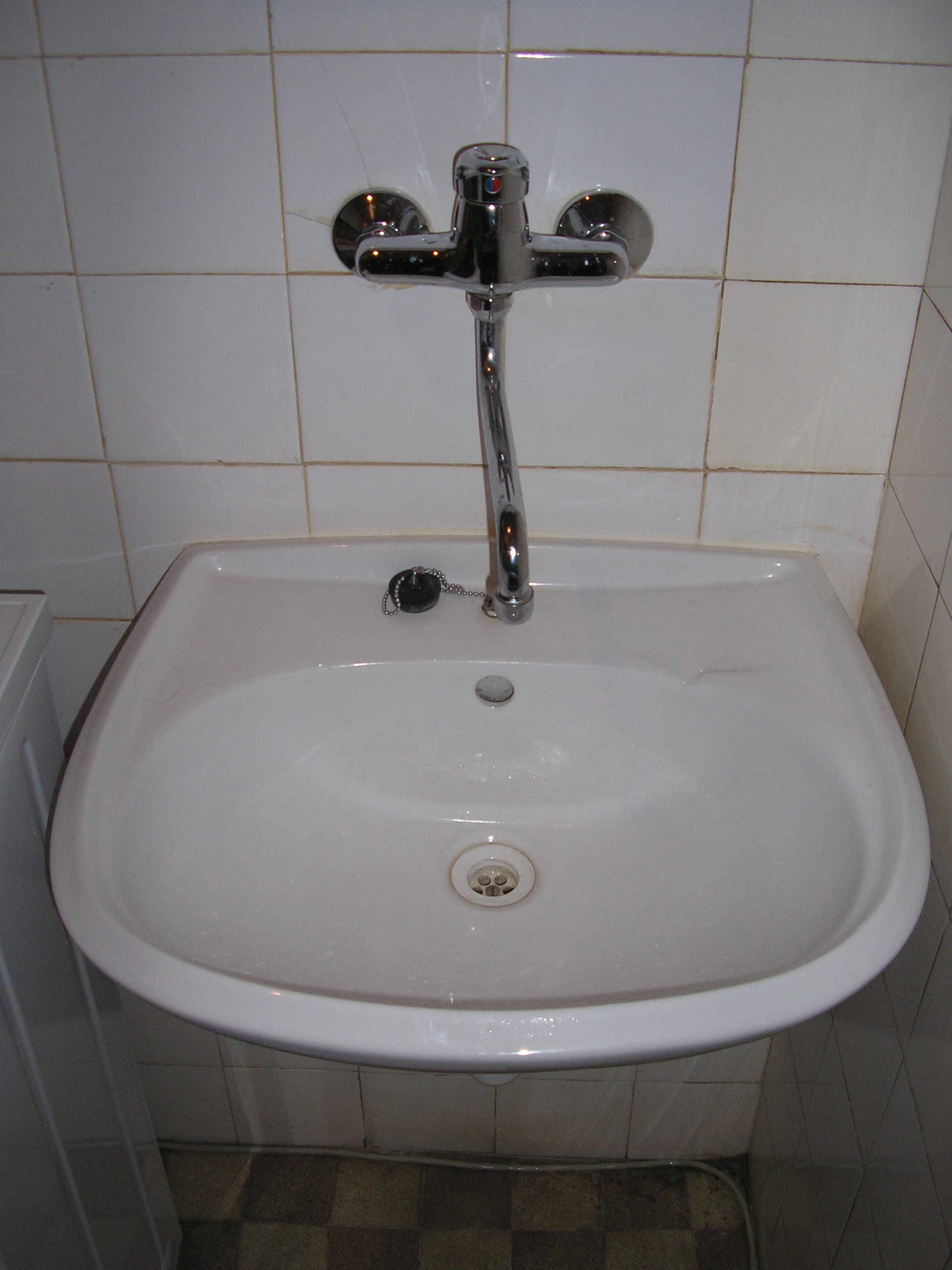
Keramické umyvadlo připevněné na zeď s obkladačkami

Umyvadlo je zařízení koupelny, umývárny nebo záchodů, které se používá k mytí těla, věcí apod., např. rukou. Nejčastějším materiálem je keramika, dále nerez nebo plast. Dříve běžná smaltovaná umyvadla se v Česku již prakticky nepoužívají. Samostatné umyvadlo se lidově nazývá lavor.
Umyvadlo může být samostatné (přenosné, často pokládané na příslušný nábytek – stůl apod.) nebo pevné – zavěšené do stěny, podepřené samostatnou konstrukcí nebo zabudované do skříněk a pultů. Výhodou tohoto řešení je větší odkládací plocha. Skříňka zároveň zakryje připojovacích armatury, zejména sifon, ale ty se mohou zakrýt i jinak, např. keramickým krytem (polosloupem). Umisťují se do výšky 800–850 mm nad podlahou. Do zdi se upevňují zpravidla pomocí hmoždinek, šroubů, konzol nebo rámů.
U pevného umyvadla bývá přívod teplé a studené vody, zpravidla v podobě mísicí baterie. Použitá voda se vypouští z pevného umyvadla výtokem, napojeným na odvodní potrubí (odpad) přes zápachovou uzávěrku (sifon), která se upevňuje zpravidla hned pod odtokovým otvorem umyvadla. Kromě toho mívá umyvadlo přetokový otvor s potrubím ústícím také do sifonu.

## Historie
V dřívějších dobách se umyvadla nezavěšovala na stěnu, ale vyráběla se často jakožto velké ploché plechové nádoby, které před případnou korozí byly obvykle chráněny smaltováním. Takováto umyvadla se často používají i dnes zejména tam, kde není vybudováno příslušné stálé sociální zařízení nebo tam, kde není k dispozici vodovod.
K výrobě umyvadel se dříve používala keramika. Její největší výhodou je to, že její povrch je hladký a snadno se udržuje. V poslední době se ovšem prosazují i jiné materiály jako dřevo, nerez i sklo, popřípadě i jejich kombinace. Nadčasovým materiálem je litý mramor, který v porovnání s ostatními materiály umožňuje velkou variabilitu tvarů.

## Základní rozdělení
Pevná umyvadla
Pevná umyvadla jsou zpravidla keramická, ale mohou být např. i kamenná včetně umělého kamene.
- Závěsné umyvadlo na stěnu – velký výběr velikostí (30–120 cm) a tvarů (hranaté, kulaté, asymetrické). Závěsná umyvadla lze doplnit krytem nebo keramickým sloupem pro uschování nevzhledného plastového sifonu.
- Zapuštěné umyvadlo  na desku (skříňku) – má dvě varianty
  - okraj umyvadla na desce, vyčnívá nad její okraj a znesnadňuje úklid desky
  - okraj pod deskou, zdola, umožňuje snadnější úklid na desce, ale poskytuje horší přístup k umyvadlu.
- Asymetrické umyvadlo – vhodné do malých nebo atypických prostorů. Na výběr jsou s odkládací plochou vlevo nebo vpravo. V malých koupelnách mohou ušetřit hodně místa.
- Dvojumyvadla
- Nábytková umyvadla

Přenosná umyvadla
- Umyvadlové mísy – samostatná umyvadla, lavory. Umyvadlové mísy lze postavit na jakýkoliv povrch, např. na nábytek, podlahu apod., nejlépe voděodolný. Vyrábí se v mnoha tvarech a designech (kulaté, hranaté, oválné) a z různých materiálů – plastové, kovové (např. nerezové) i keramické nebo kamenné. Bývají lehčí, než pevná umyvadla.

## Rozdělení podle velikostí
- velká umyvadla
- střední umyvadla
- malá umyvadla
- umývátka